# Carl-Evald Rollenhagen

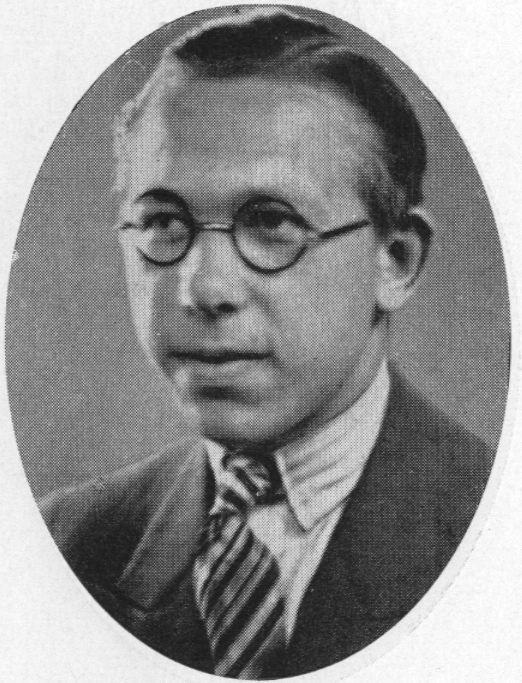
Carl-Evald Rollenhagen

Carl-Evald Rollenhagen, född 12 juni 1913 i Stockholm, död 2 augusti 1982, var en svensk arkitekt.
Rollenhagen studerade vid Tekniska skolan i Stockholm 1929 och vid Högre konstindustriella skolan 1932–1935. Han praktiserade hos professor Alois Mezera i Prag samt i Tyskland. Han tilldelades Svenska Slöjdföreningens stipendium 1935 och 1936 samt företog resor till Tyskland, Tjeckoslovakien, Österrike, Frankrike, Nederländerna och Belgien. Han var anställd vid arkitekt G.A. Hedbergs arkitektkontor, hos arkitekt Gunnar H. Wrange och innehade eget ritkontor, Arkitekt C.-E. Rollenhagens Inredningsfirma, från 1937. Han utförde inredning av Kungliga Flygkrigsskolan och innehade diverse uppdrag för bland annat Arméförvaltningen. Han prisbelöntes av Hantverkslotteriet vid tävling om möbler 1934. Rollenhagen är begravd på Dalarö begravningsplats.